# Kathedrale von Ayacucho

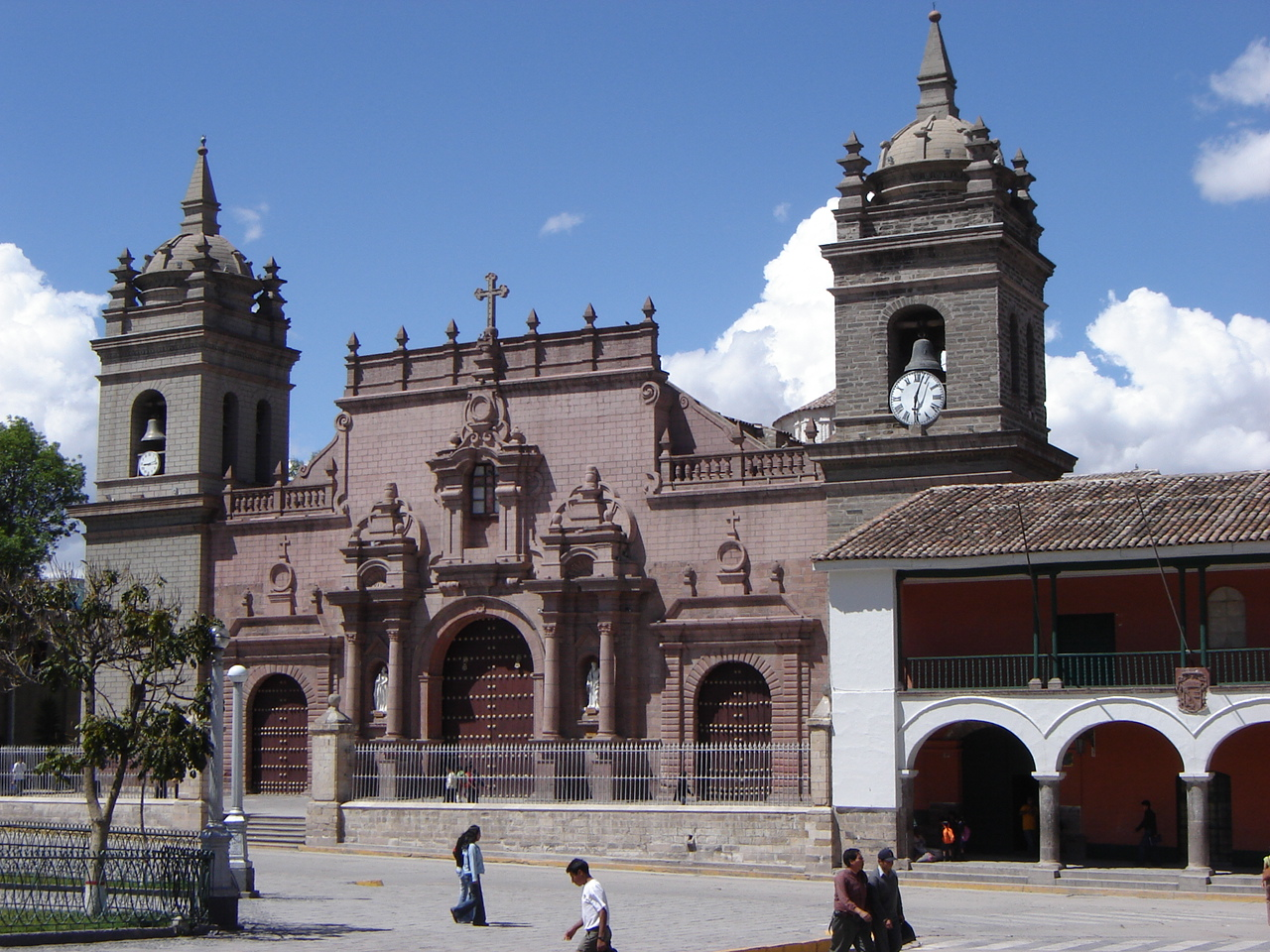
Kathedrale von Ayacucho

Die Kathedrale von Ayacucho (auch bekannt als die Huamanga-Kathedrale) ist die wichtigste Kirche in Ayacucho, Peru. Die barocke Kathedrale am Plaza Mayor ist Sitz des Erzbischofs von Ayacucho und Maria Schnee gewidmet. Sie trägt zusätzlich den Titel einer Basilica minor und wurde 1972 zum historischen Kulturerbe der peruanischen Nation erklärt.

## Geschichte
Der Bau geht zurück auf einen königlichen Erlass vom 5. Juni 1612 von Philipp III. für das 1609 gegründete Bistum. Am 23. November 1632 legte Bischof Francisco Verdugo Cabrera den Grundstein. Nach einem langwierigen Bau konnte die Kirche durch Bischof Cristobal de Castilla y Zamora am 19. Mai 1672 feierlich geweiht werden. Sie erhielt 1960 durch Papst Johannes XXIII. den Titel einer Basilica minor verliehen.
Vor der Kathedrale beginnt in der Morgendämmerung am Ostersonntag die Prozession des auferstandenen Christus und bildet den Abschluss der Karwoche.

## Architektur
Der Baustil der dreischiffigen Kathedrale ist im Stil des Mestizen geprägt von Renaissance und Barock. Die Fassade wurde mit rosa Stein in der Mitte und grauem Stein in den seitlichen Türmen errichtet. Das zentrale Portal der Hauptfassade wird von doppelten korinthischen Säulen flankiert, die auf Pilastern ruhen. Neben dem Hauptportal stehen in Nischen Statuen der Apostel St. Peter und St. Paul. Die Südseite besteht aus Naturstein, während die Nordseite aus Ziegeln und Kalkstein errichtet wurde.

## Ausstattung
Die Nüchternheit der Fassade kontrastiert zur Innenausstattung im Stil des Churriguerismus, so mit dem Reichtum der 10 Altartafeln in Blattgold. Sie heben das Altarbild von Unserer Lieben Frau von Socos hervor, das größte in Peru. Der Hauptaltar ist im plateresken Stil gehalten, der Deckel des Tabernakels und der Hauptaltar sind aus geprägtem Silber. Die Wände des Hauptschiffes sind mit großen Leinwänden geschmückt.